# (100553) Dariofo
(100553) Dariofo est un astéroïde de la ceinture principale aréocroiseur.

## Description
(100553) Dariofo est un astéroïde aréocroiseur. Il présente une orbite caractérisée par un demi-grand axe de 1,78 UA, une excentricité de 0,16 et une inclinaison de 9,8° par rapport à l'écliptique. Il porte le nom du dramaturge italien (prix Nobel de littérature) Dario Fo (1926-2016).

## Compléments